# NGC 6318
NGC 6318 (другие обозначения — OCL 1004, ESO 333-SC1) — рассеянное скопление в созвездии Скорпион.
Этот объект входит в число перечисленных в оригинальной редакции «Нового общего каталога».